# La Cauetidienne
La Cauetidienne était une émission de télévision française diffusée sur TF1 du 7 janvier 2008 au 15 février 2008 et présentée par Sébastien Cauet réalisée par Didier Froehly.

## Diffusion
L'émission était diffusé du lundi au vendredi à 17h35.

## Principe
Cauet relève, tous les soirs de la semaine, des défis parfois dangereux voire parfois stupides. 
D'abord, c'est une personne du public qui relève un défi et gagne un cadeau à la fin. 
Après, Cauet relève Le Défi du Net proposé par des internautes, puis c'est au tour d'Olivier Perrin de semer la pagaille en plein cœur de Paris.
Enfin, Cauet relève Le Défi du Jour.

## Audimat et arrêt
TF1 et Cauet ont décidé de stopper La Cauetidienne après 30 numéros, au lieu des 50 prévus initialement. La décision d'arrêter La Cauetidienne a été prise le vendredi 25 janvier 2008. 
L'émission réunissait 19 % des individus, mais réalisait de belles audiences sur les ménagères avec 33 % de part de marché, soit plus que les émissions Attention à la marche ! ou La Roue de la fortune. 
Malgré tout, TF1 et Cauet ont préféré mettre un terme à cette expérience.